# منطقه آنتوفاگاستا
منطقه آنتوفاگاستا (به اسپانیایی: Antofagasta Region) یک سکونتگاه مسکونی در شیلی است که در شیلی واقع شده‌است.

## خصوصیات
منطقه آنتوفاگاستا ۵۳۰٬۸۷۹ نفر جمعیت دارد.